# Lucio Nonio Asprenate (console 29)
Lucio Nonio Asprenate (in latino: Lucius Nonius Asprenas; 5 a.C. circa – dopo il 48) è stato un magistrato e senatore romano, console dell'Impero romano.

## Biografia

### Origini e legami familiari
Discendente della gens Nonia, famiglia del Piceno salita alla ribalta negli anni del triumvirato e poi sotto Augusto, bisnonno di Lucio fu l'omonimo Lucio Nonio Asprenate, proconsole cesariano d'Africa nel 46 a.C. posto al comando della città di Tapso, comandante della cavalleria cesariana, forse come legato, in Spagna nel 45 a.C., e console suffetto nel 36 a.C.
I legami formati da quest'ultimo furono davvero notevoli. Da un lato, la figlia Nonia Polla sposò Lucio Volusio Saturnino, ricco console suffetto del 12 a.C. e probabilmente cugino di Tiberio e Druso maggiore: loro figli furono il console suffetto del 3, Lucio Volusio Saturnino, e una figlia che, sposata con Marco Lollio figlio dell'omonimo console ordinario del 21 a.C., generò Lollia Paolina, terza moglie di Caligola, e Lollia Saturnina, moglie di Decimo Valerio Asiatico console suffetto nel 35 e ordinario per la seconda volta nel 46. Dall'altro lato, il figlio Lucio Nonio Asprenate, nonno di Lucio, sposò Quintilia, sorella dello sfortunato console del 13 a.C. (e marito della pronipote di Augusto Claudia Pulcra) Publio Quintilio Varo e della Quintilia che sposò il nipote di Augusto e console ordinario del 29 a.C. Sesto Appuleio: i due ebbero come figli Lucio Nonio Asprenate, console suffetto del 6, e Sesto Nonio Quintiliano, console ordinario dell'8 che sposò la figlia del console del 32 a.C., Gaio Sosio, ed ebbe due figli, tra cui il console suffetto del 38 Sesto Nonio Quintiliano.
Più problematica è invece l'ascendenza diretta di Lucio: suo padre fu chiaramente l'omonimo console del 6, ma è la madre ad essere oggetto di speculazioni. Tradizionalmente, la donna era ritenuta una Calpurnia, figlia di Lucio Calpurnio Pisone il Pontefice, console ordinario del 15 a.C. e grande amico di Tiberio, dalla quale, secondo un'iscrizione ben conservata, il console del 6 avrebbe avuto come figli Lucio, Asprenate Calpurnio Serrano (ritenuto identico al console ordinario del 38 Publio Nonio Asprenate) e Asprenate Calpurnio Torquato; tuttavia, la recente scoperta del senatus consultum de Cn. Pisone patre, che menziona una Calpurnia prima ignota, ha portato gli editori dell'iscrizione Werner Eck, Antonio Caballos e Fernando Fernández a ipotizzare che la donna fosse nipote di Gneo Calpurnio Pisone padre e figlia di Gneo (poi divenuto Lucio) Calpurnio Pisone, console ordinario del 27, e che avesse quindi sposato non il console del 6 - che avrebbe quindi avuto Lucio e il console del 38 Publio da una donna ignota -, ma lo stesso Lucio. La critica è ancora incerta sulla questione, ma l'ipotesi degli editori del senatus consultum di identificare in Calpurnia la nipote e non la figlia di Gneo Calpurnio Pisone padre non sembra aver incontrato l'approvazione diffusa degli studiosi.
A seconda delle ricostruzioni proposte, Lucio, in ogni caso padre di Lucio Nonio Calpurnio Asprenate console suffetto nel 71 o nel 72, sarebbe rispettivamente fratello o padre di Asprenate Calpurnio Serrano e Asprenate Calpurnio Torquato. Non è chiaro però il posto che avrebbero, nella ricostruzione di Eck, Caballos e Fernández, Publio Nonio Asprenate Cesio Cassiano, console suffetto nel 74 o 75, e di Asprenate (Torquato?), console attorno al 78 e padre di Lucio Nonio Calpurnio Torquato Asprenate, console ordinario del 94 e per la seconda volta nel 128: essi, secondo lo stemma tradizionale, sarebbero figli dei fratelli di Lucio.

### Carriera
La carriera di Lucio è stata chiarita dal recente ritrovamento del senatus consultum de Cn. Pisone patre, datato al 20: in esso, infatti, Lucio è nominato per sesto tra i senatori presenti alla stesura del senatus consultum come questore, evidentemente questore urbano, al fianco di Marco Vinicio.
Non fu, però, con ogni probabilità lui, ma l'eminente padre a supportare e ottenere l'inserimento, nella lista dei membri della famiglia imperiale da ringraziare per aver vendicato Germanico, anche il fratello di quest'ultimo Claudio, all'inizio dimenticato.
Probabilmente Lucio ricoprì poi la pretura nel 26, anche se evidentemente non come pretore urbano né come pretore peregrino, i cui nomi sono noti dai fasti fratrum Arvalium.
Insieme poi al suo probabile collega pretore Aulo Plauzio, Lucio arrivò nel più breve tempo consentito al consolato, ricoperto nel secondo semestre del 29 come suffetto; i due sostituirono a luglio gli ordinari Gaio Fufio Gemino e Lucio Rubellio Gemino, e all'inizio dell'anno successivo, il 30, furono sostituiti dal collega questore urbano di Lucio, Marco Vinicio, e dall'illustre Lucio Cassio Longino.
In un momento imprecisato della sua carriera, Lucio entrò nel collegio sacerdotale degli auguri.
Poi, dal momento che l'unico figlio sicuro di Lucio, Lucio Nonio Calpurnio Asprenate, fu cooptato tra i Salii Palatini, collegio sacerdotale riservato ai giovani patrizi con padre e madre viventi, intorno probabilmente alla metà del principato di Claudio, mentre il cugino di Lucio, Sesto Nonio Quintiliano, aveva ancora ricoperto il tribunato della plebe, riservato ai non patrizi, è pressoché certo che fu proprio Lucio ad essere adlectus inter patricios, evidentemente al momento della censura ricoperta da Claudio insieme a Lucio Vitellio nel 47/48.
Infine, è invece incerto se ad essere patrono di Velia secondo un'iscrizione sia il bisnonno, il padre o Lucio, così come non è chiaro se tra i membri fratelli della casa consolare dei Asprenati che guarirono in modi diversi e fantasiosi da una colica secondo Plinio il Vecchio sia da includere anche Lucio.